# Храмова, Анастасия Игоревна
Анастаси́я Игоревна Хра́мова (род. 29 марта 1991 года, Большой Камень, Россия) — российская спортсменка, чемпионка мира по самбо среди студентов, мастер спорта России по самбо, член сборной России.

## Биография
В 2009 году Анастасия окончила Школу № 44 в г. Большой Камень, затем поступила в Дальневосточный федеральный университет. Имеет степень магистра. После выпуска осталась в университете в качестве преподавателя Департамента физического воспитания Школы искусств и гуманитарных наук. Совмещает преподавательскую и спортивную карьеру.
Участвовала в эстафете Олимпийского огня.

## Спортивная карьера

### Юниорская и молодёжная карьера
- Первенство Дальневосточного федерального округа по самбо 2012 года (Благовещенск), золото.
- Открытый личный чемпионат Приморского края по вольной борьбе среди женщин 2012 года, золото.
- Кубок России по самбо 2012 года (Кстово, Нижегородская область), серебро[2].
- Кубок мира по самбо среди студентов 2014 года (Лимассол, Республика Кипр), золото[3][4].
- Чемпионат мира по самбо среди университетов (World University Championships) 2016 года (Никосия, Республика Кипр), золото[5].

### Взрослая карьера
- Кубок России по самбо 2017 года, серебро в категории 48 кг[6][7].

- Чемпионат и первенство Дальнего Востока по самбо и боевому самбо 2020 года, золото[8][9].

- Чемпионат России по пляжному самбо 2022 года в категории 50 кг, бронза[10].

## Награды, премии
- Гран-при конкурса Very Important Woman FEFU: Женщина в спорте, 2021 год[11].
- Посол комплекса «Готов к труду и обороне» от Приморского края[12].
- Премия «Молодёжный вектор», учреждённая администрацией Владивостока за значительный вклад в развитие молодёжной политики города, 2014[13].